# Bruno Haid

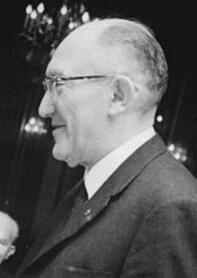
Bruno Haid, 1968

Bruno Haid, eigentlich Armin Haid (Pseudonym: E. Burger) (* 2. Februar 1912 in Berlin; † 17. Juni 1993 ebenda) war ein Widerstandskämpfer gegen den Nationalsozialismus, Jurist und Politiker in der Deutschen Demokratischen Republik (DDR). Er war von 1955 bis 1958 stellvertretender Generalstaatsanwalt und von 1965 bis 1973 stellvertretender Minister für Kultur der DDR. In seinen Funktionen war er mitverantwortlich für den Aufbau des Auslandnachrichtendienstes, die spätere Hauptverwaltung A des Ministeriums für Staatssicherheit, und die Umsetzung der zentral gelenkten Kulturpolitik der SED und der damit verbundenen Zensur in der DDR.

## Leben
Haid, Sohn der Fabrikarbeiterin Anna Haid (* 10. August 1885; † 29. Januar 1957), geborene Bier, und des deutsch-jüdischen Schneidermeisters Chalom Haid (* 30. Juni 1881 in Jassy (RO); † 24. Juli 1942 im Konzentrationslager Auschwitz), schloss 1931 das Realgymnasium ab und begann ein Studium der Rechtswissenschaften an der Berliner Friedrich-Wilhelms-Universität.

### Widerstandskämpfer gegen den Nationalsozialismus
1929 wurde er Mitglied der Sozialistischen Arbeiterjugend (SAJ) und 1930 der Sozialdemokratischen Partei Deutschlands (SPD). 1931 wechselte er zur Kommunistischen Partei Deutschlands (KPD) und wurde Mitglied der Roten Hilfe Deutschlands (RHD). 1932 wurde er zum Vorsitzenden der Roten Studenten in Berlin gewählt und war Mitglied der Reichsleitung des Verbands freisozialistischer Studenten. Nach der Machtübernahme der Nationalsozialisten im Januar 1933 begann er verdeckt unter dem Namen Bruno für den KPD-Nachrichtendienst, den Antimilitärischen Apparat (AM-Apparat), zu arbeiten.
Nach dem Verbot kommunistischer Betätigung im Zuge der Reichstagsbrandverordnung ging Haid im Herbst 1933 in die Emigration nach Frankreich. 1934 war er auf Initiative Wilhelm Koenens im Weltstudentenkomitee gegen Krieg und Faschismus tätig. Von 1935 bis 1938 war er Mitarbeiter im Sekretariat der KPD-Exilleitung in Paris sowie Mitte 1936 bis Mitte 1937 Mitarbeiter, zeitweise Leiter, der Nachrichtenstelle des KPD-Nachrichtendienstes in Frankreich. Dieser wurde auf Weisung Walter Ulbrichts im Jahr 1938 aufgelöst. 
Ab 1937 war Haid für das Inostranny Otdel (INO), die Auslandsaufklärung des sowjetischen Volkskommissariats für innere Angelegenheiten (NKWD), tätig.
1938 setzte Haid sein Jurastudium in Paris und Straßburg fort. Nach dem Beginn des Zweiten Weltkriegs wurde er 1939 durch französische Behörden verhaftet und in verschiedenen Lagern festgehalten. 1940 gelang ihm die Flucht aus einem Lager in Nantes. Unter falschem Namen hielt er sich im unbesetzten Teil Frankreichs auf, setzte sein Studium fort und legte in Limoges das juristische Staatsexamen ab. 1941 wurde er erneut verhaftet, konnte jedoch wiederum fliehen.
1942 schloss sich Haid der Résistance an und wurde Mitglied der Kommunistischen Partei Frankreichs (KPF). Im Oktober 1944 wurde er Mitglied des Nationalkomitees Freies Deutschland in Lyon und war dort 1944/45 im KPD-Auftrag Jurist für Emigrationsangelegenheiten.

### Politiker in der DDR
Im Herbst 1945 kehrte Haid nach Deutschland zurück und wurde Mitarbeiter der Kaderabteilung beim Zentralkomitee (ZK) der KPD. 1946 wurde er durch die Zwangsvereinigung der SPD mit der KPD in der Sowjetisch besetzten Zone Deutschlands Mitglied der Sozialistischen Einheitspartei Deutschlands (SED). Im selben Jahr wechselte er ins Referat Schiedsgerichte und Abwehr der Personalabteilung des Parteivorstands der SED, dessen Leiter er nach dem Abschluss eines einjährigen Lehrgangs für Kaderfunktionäre an der Parteihochschule der SED wurde.
Von 1948 bis 1952 war er Leiter des geheimen Abwehrapparats der SED mit der Aufgabe, das „Eindringen feindlicher Elemente“ in die Partei zu verhindern, und auch zuständig für Spionageabwehr und Gegenspionage. Haid gehörte der sogenannten Westkommission der SED an und führte ein nachrichtendienstliches Netz in der Bundesrepublik, welches „Parteiaufklärung“ oder „Haid-Apparat“ genannt wurde. 1949/1950 beteiligte er sich aktiv an stalinistischen Säuberungen in der SED. Unter dem Vorwurf der Spionage oder der Anschuldigung, die Parteilinie verlassen zu haben, sollte die Partei diszipliniert und „faule und verräterische Elemente (...) unschädlich“ gemacht werden, wie Haid erklärte. Betroffen waren vor allem Personen, die während der NS-Zeit in den Westen emigriert waren sowie jüdische Parteimitglieder.
Im September 1951 war Haid Mitbegründer des ersten Auslandsnachrichtendienstes der DDR, der zunächst die Tarnbezeichnung Institut für wirtschaftswissenschaftliche Forschung (IWF) trug. Noch im selben Jahr geriet Haid selbst in Konflikt mit der Partei- und Staatsführung. Der spätere, langjährige Leiter des Auslandsnachrichtendienstes der DDR, der aus dem IWF hervorgegangenen Hauptverwaltung A (HV A) innerhalb der Ministeriums für Staatssicherheit (MfS), Markus Wolf, bescheinigte Haid in einer Untersuchung eine „absolut unzulängliche Leitung“ des Bereichs Parteiaufklärung. Haid wurde daraufhin von Machthaber Walter Ulbricht degradiert und zunächst an die Schule des IWF versetzt, die er bis 1953 leitete.
1953 wechselte Haid als Oberrichter und stellvertretender Direktor an das Bezirksgericht Karl-Marx-Stadt (Bezirk Chemnitz). 1954 wurde er stellvertretender Hauptabteilungsleiter bei der Obersten Staatsanwaltschaft in Ost-Berlin und war von 1955 bis 1958 stellvertretender Generalstaatsanwalt der DDR unter Ernst Melsheimer. 1956 wurde er zudem Mitglied einer Kommission des ZK der SED zur Überprüfung von Parteimitgliedern.
1958 unterzeichneten der stellvertretende Generalstaatsanwalt Haid, zusammen mit  der Innenminister (Karl Maron) und die Justizministerin (Hilde Benjamin), ein Dokument „Direktive über die Anwendung des novellierten Passgesetzes“ im  Kampf gegen Republikflucht.
Im Zusammenhang mit den Prozessen gegen Wolfgang Harich, Walter Janka und andere, wurde Haid am 17. März 1958 von der SED gerügt und auf Beschluss des Politbüros am 1. April 1958 von seiner Funktion als stellvertretender Generalstaatsanwalt enthoben. In der Begründung hieß es Haid habe „den notwendigen Kampf gegen Feinde der DDR vernachlässigt“.
Im April 1958 wurde Haid Justitiar bei der VVB Werkzeugmaschinenbau Karl-Marx-Stadt und wechselte 1959 in gleicher Funktion in den VEB Steremat in Berlin.
Am 1. März 1960 wurde Haid Funktionär im Ministerium für Kultur der DDR und war bis 1963 Leiter der Abteilung für Literatur und Verlagswesen und dann bis 1973 Leiter der Hauptverwaltung für Verlage und Buchhandel, wo er für systematische staatliche Zensur im Verlagswesen der DDR mitverantwortlich war. Im Januar 1962 wurde seine Parteistrafe offiziell gelöscht.
Von 1965 bis 1973 war Haid stellvertretender Minister für Kultur der DDR unter Hans Bentzien und Klaus Gysi. 1970 wurde er der erste Präsident des Kuratoriums für sozialhistorische Kinderliteratur und des DDR-Zentrums für Kinderliteratur. Zusätzlich war er Mitglied des Heinrich-Mann-Komitees in der DDR. 1973 ging er im Alter von 60 Jahren, nach seiner Entlassung als stellvertretender Kulturminister und Leiter der Hauptverwaltung Verlage und Buchhandel, in den Ruhestand und seinen Posten übernahm Klaus Höpcke. 1973 war Haid ehrenamtlicher Vertreter im Copyright-Büro der UNESCO. Seit 1974 war er Ehrenmitglied des Verleger und Buchhändlerverbands der DDR. Auch nach der deutschen Wiedervereinigung blieb er Mitglied der SED-Nachfolgepartei Partei des demokratischen Sozialismus (PDS).

### Privatleben
Haid war verheiratet mit der französischen jüdischen Widerstandskämpferin Nathalie (Netty) Ernestine Haid, in Strasburg geborenen Vogel (1909–2009). Beide hatten zusammen zwei Töchter.

## Ehrungen
- 1956 und 1977 Vaterländischer Verdienstorden (DDR)
- 1969 Banner der Arbeit (DDR)[18]

## Schriften (Auswahl)
- (E. Burger:) Einige Lehren aus dem Rajk-Prozeß, In: Neues Deutschland, 19. November 1949.
- (E. Burger:) Einige aktuelle Probleme der staatsanwaltlichen Arbeit, In: Neue Justiz, 1957.
- Bücher für alle, Leipzig 1977.